# Meilleur joueur des séries AMH
Le meilleur joueur des séries éliminatoires de l'Association mondiale de hockey se voyait chaque année remettre un prix.

## Joueurs récompensés
- 1975 - Ron Grahame, Aeros de Houston
- 1976 - Ulf Nilsson, Jets de Winnipeg
- 1977 - Serge Bernier, Nordiques de Québec
- 1978 - Robert Guindon, Jets de Winnipeg
- 1979 - Rich Preston, Jets de Winnipeg